# Oliver Eslami
Oliver Eslami (* 21. November 1989) ist ein ehemaliger deutscher Footballspieler.

## Leben
Eslami spielte bei den Rosenheim Rebels, den Munich Cowboys in der höchsten deutschen Spielklasse GFL und dann in der zweiten Liga für die Kirchdorf Wildcats. 2015 wechselte der 1,83 Meter messende Wide Receiver zu den Swarco Raiders Tirol nach Innsbruck, während er in der Stadt Wirtschaftswissenschaft studierte. Mit der Mannschaft wurde Eslami 2015 und 2016 österreichischer Staatsmeister. Er spielte bis 2017 in Innsbruck, danach wieder in Rosenheim.